# ミス・ディテクティブシリーズ
ミス・ディテクティブシリーズ(Ms.DETECTIVE SERIES)は、データウエストが制作した、実写ビデオ映像を利用した推理アドベンチャーゲーム。
※英綴り的には、「ミズ・ディテクティブシリーズ」であるが、当時社内ではミスと発音していた。
ゲームドラマシリーズと銘打って、2作品制作された。発売対象機種は、当初はFM TOWNS、後にPC-9821シリーズが加わった。

## Ms.DETECTIVEファイル#1 石見銀山殺人事件
FM-TOWNS版は当初2枚組で発売された。後にデータの圧縮が改良され1枚組で再版された。FM-TOWNS Marty専用版も発売され、こちらは家庭用テレビでプレイしやすいように文字の大きさなどが修正されている。また、初版のTOWNS版にはなかったDAPSリプレイ機能が追加されクリア後にダイジェスト版を楽しむことができる。石見銀山(島根県大田市大森)と大阪でロケハンを行い制作。石見銀山史跡の観光案内的な内容もあり、1990年頃の石見銀山の様子をうかがい知ることが出来る。主演は中村こずえ、当時関西ローカルのCM等でよく見かけた劇団女優である。脚本を書いた高野暢子も先輩役で出演している。データウエスト社長の秋田直和も「タージマハル竹和」と称して出演の他、当時のPCゲーム情報誌（Login、ポプコム、コンプティーク）編集者らが出演している。PC-9821版の価格は12800円。

### ストーリー
主人公は探偵である樋渡千里。失踪した父親を捜索して欲しいとの依頼を受け、調査のために石見銀山へ向かうこととなる。しかしその後、捜索対象の死が報じられ、依頼者はもまた姿を消してしまう。

## Ms.DETECTIVEファイル#2 姿なき依頼人
神戸と大阪でロケハンを行い制作。千早赤阪村で撮影されたが、観光案内的なものは無い。予測画像圧縮法が改良され、霧やモヤの中での残像現象を回避している。